# UT-1
UT-1 (początkowo AIR-14) – radziecki samolot szkolno-treningowy z lat trzydziestych i okresu II wojny światowej.

## Historia
Po rozpoczęciu prac konstrukcyjnych przez Aleksandra Jakowlewa nad nowym typem samolotu szkolno-treningowego UT-2 postanowiono również opracować samolot szkolno-treningowy przystosowany do szkolenia pilotów myśliwskich oraz doskonalenia umiejętności pilotażu na samolotach jednopłatowych. Samolot ten miał być wykorzystywany do doskonalenia umiejętności pilotów i nauki akrobacji lotniczej. 

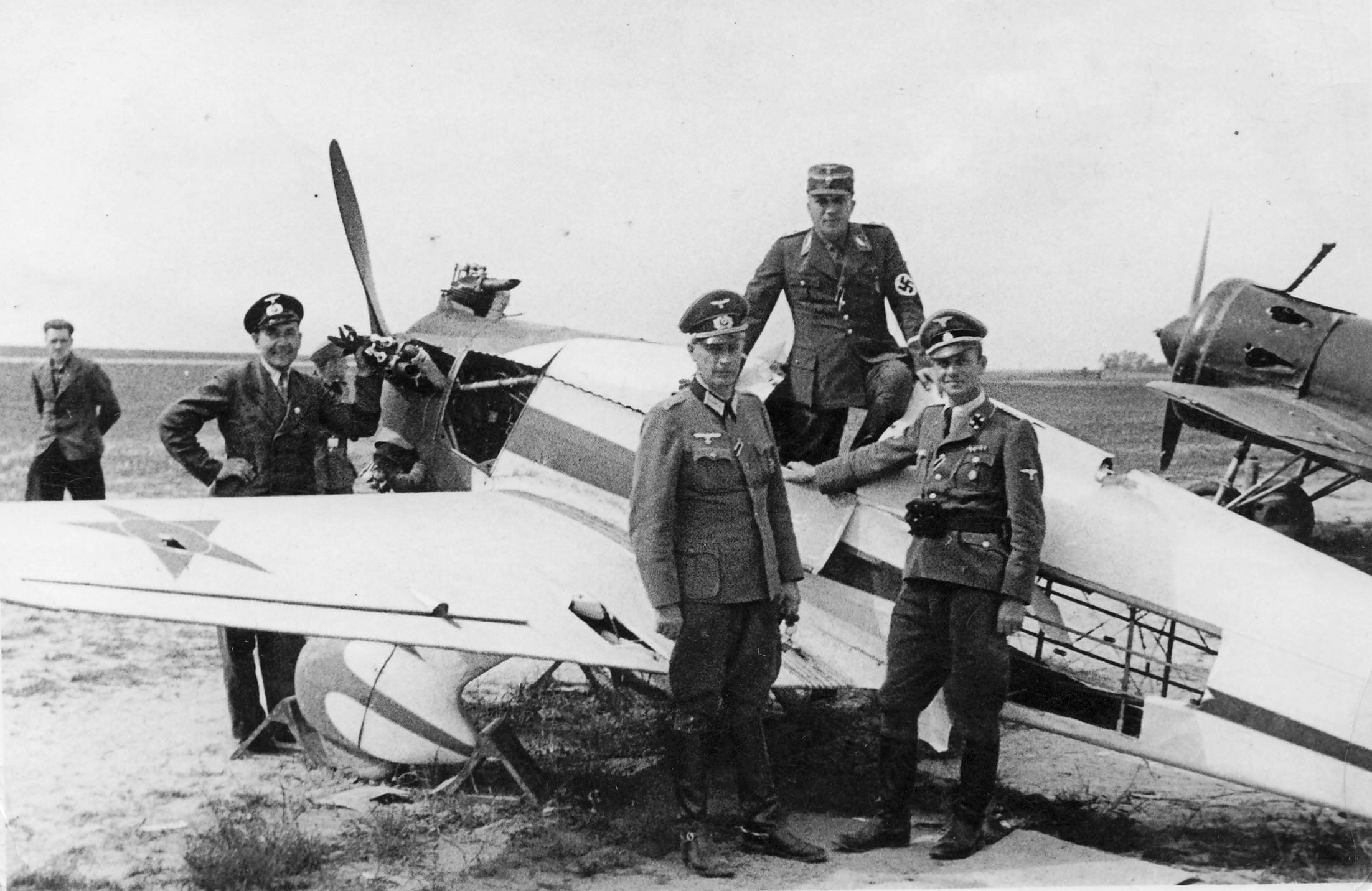
Niemiecka inspekcja zdobytego samolotu UT-1. W głębi samolot myśliwski I-16

Konstrukcja takiego samolotu oparta na samolocie UT-2 została opracowana na początku 1936 roku i różniła się niego w zasadzie tylko wymiarami i brakiem drugiej kabiny. Tak opracowany samolot otrzymał oznaczenie AIR-14. Na wiosnę 1936 roku dokonano jego oblotu i prób w locie, a w dniu 14 maja 1936 roku oficjalnie zaprezentowano go władzom wojskowym. Skierowano go wtedy do prób państwowych a następnie skierowano go do produkcji seryjnej pod oznaczeniem UT-1 (skrót od nazwy ros. учебно-тренировочный - первый  - pol. szkolno-treningowy pierwszy).
Produkcja seryjna tego samolotu trwała do 1940 roku i w tym czasie wyprodukowano 1241 samolotów tego typu.

## Użycie
Samolot UT-1 od rozpoczęcia produkcji seryjnej został wprowadzone do wojskowych szkół lotniczych i pułków, gdzie służył do szkolenia pilotów myśliwskich, a zwłaszcza przeszkalania ich na samoloty jednopłatowe. Użytkowany był do czasu technicznego zużycia, praktycznie już pod koniec II wojny światowej samoloty te nie występowały wśród samolotów szkolnych lotnictwa ZSRR. 
W początkowym okresie wojny z Niemcami samolotów UT-1 używano do zadań rozpoznawczych. Około 50 maszyn wykorzystywano jako samoloty szturmowe. Uzbrojono je w dwa karabiny maszynowe SzKAS i 4 niekierowane pociski rakietowe RS-82. Stanowiły one wyposażenie 46 pułku lotniczego, sformowanego w maju 1942 roku na Kaukazie. Walczył on w składzie Floty Czarnomorskiej.

## Opis konstrukcji

Silnik M-11 eksponowany w MLP w Krakowie

Samolot UT-1 to jednomiejscowy wolnonośny dolnopłat o konstrukcji drewnianej. 
Kadłub drewniany, szkielet kratownicowy o przekroju prostokątnym. Z przodu kadłuba znajdowało się łożę silnika a następnie za przegrodą ogniową zbiornik oleju i paliwa. W dalszej części odkryta kabina. Kadłub w przedniej części kryty był blachą, w dalszej części górna część pokryta była sklejką, reszt płótnem. 
Płaty dwudźwigarowe drewniane, trójdzielne, środkowa część stanowiła całość z kadłubem. Płat wyposażony był w lotki metalowe. Skrzydła były kryte sklejką. Wewnątrz płata znajdowały się dwa zbiorniki paliwa.
Podwozie klasyczne, dwukołowe stałe, mocowane do środkowej części płatów.
Napęd stanowił jeden silnik gwiazdowy umieszczony w przedniej części kadłuba, z śmigłem dwułopatowym drewnianym.